# Xã West Taylor, Quận Cambria, Pennsylvania
Xã West Taylor (tiếng Anh: West Taylor Township) là một xã thuộc quận Cambria, tiểu bang Pennsylvania, Hoa Kỳ. Năm 2010, dân số của xã này là 795 người.